# Американски английски език
Американският английски е сбор от диалекти на английския език, употребяващи се предимно в Съединените щати. Около две трети от населението, чийто роден език е английският, живее в Съединените щати.